# Nestorius
Nestôriô (/ˌnɛsˈtɔːriəs/; trong tiếng Hy Lạp: Νεστόριος; k. 386   - 450 ) là Tổng Giám mục Constantinople từ ngày 10 tháng 4 năm 428 đến tháng 8 năm 430, khi Hoàng đế Theodosius II xác nhận từ chức của ông bởi Hội đồng Êphêsô vào ngày 22 tháng 6.
Những giảng dạy của ông bao gồm việc từ chối danh hiệu Theotokos được sử dụng từ lâu, "Mẹ Thiên Chúa", đối với Mary, mẹ của Chúa Giêsu, và những danh hiệu này đã bị nhiều người coi là ngụ ý rằng ông không tin rằng Chúa Kitô thực sự là Thiên Chúa. Điều đó đã đẩy ông vào cuộc xung đột với các nhà thờ nổi tiếng khác thời bấy giờ, đáng chú ý nhất là Cyril của Alexandria, người đã buộc tội ông là kẻ dị giáo.
Nestorius đã tìm cách tự bảo vệ mình tại Hội đồng Ephesus đầu tiên vào năm 431 nhưng thay vào đó, ông lại bị chính thức đa số các giám mục lên án là dị giáo và sau đó đã bị loại khỏi Tòa giám mục. Theo yêu cầu riêng của mình, ông rút lui về tu viện cũ của mình, trong hoặc gần Antioch. Năm 435, Theodosius II đưa ông đi lưu vong ở Thượng Ai Cập, nơi ông sống đến năm 450, bảo vệ niềm tin chính thống của mình một cách vất vả. Người bảo vệ cuối cùng cho tư tưởng của ông trong đế chế La Mã, Theodoret của Cyrrhus, cuối cùng đã đồng ý phản đối ông vào năm 451 tại Công đồng Chalcedon.
Từ đó trở đi, ông không có người bảo vệ nào trong đế chế, nhưng Giáo hội phương Đông không bao giờ chấp nhận sự lên án ông. Điều đó sau đó đã dẫn đến các Kitô hữu phương Tây đặt tên Giáo hội Nestorian cho Giáo hội phương Đông nơi giáo lý của ông được coi là Chính thống giáo và phù hợp với giáo lý của chính nó. Nestorius được tôn kính như một trong ba "Thầy giáo Hy Lạp" của Giáo hội (hai người còn lại là Diodorus of Tarsus và Theodore of Mopsuestia). Các phần của Dịch vụ Thánh Thể của Giáo hội Đông phương, được biết đến là một trong những Dịch vụ Thánh thể lâu đời nhất trên thế giới, có những lời cầu nguyện được hướng đến chính Nestorius.
Hội đồng thứ hai của Constantinople năm 553 đã xác nhận tính hợp lệ của việc lên án Nestorius, bác bỏ lá thư của Ibas của Edessa, khẳng định rằng Nestorius bị kết án mà không cần điều tra.
Việc phát hiện, dịch thuật và xuất bản Bazaar of Heracleides của ông vào đầu thế kỷ 20 đã dẫn đến sự đánh giá lại thần học của ông trong học thuật phương Tây. Hiện tại người ta đồng ý rằng những ý tưởng của ông không xa những ý tưởng cuối cùng nổi lên thành ý tưởng chính thống, nhưng tính chính thống trong việc xây dựng học thuyết về Chúa Kitô của ông vẫn còn gây tranh cãi.